# Ball Lightning
Ball Lightning (chinês: 球状 闪电) é um romance de ficção científica do escritor chinês Liu Cixin.  A versão original chinesa foi publicada em 2004. Em 2018, a versão em inglês, traduzida por Joel Martinsen, foi publicada nos EUA pela Tor Books.